# Juvuln
Juvuln (även Juveln) är en sjö i Åre kommun i Jämtland och ingår i Indalsälvens huvudavrinningsområde. Sjön är 73 meter djup, har en yta på 37,4 kvadratkilometer och befinner sig 392,1 meter över havet. Sjön avvattnas av vattendraget Indalsälven.
Vid Juvuln finns det fler lämningar från stenåldern, bl.a. boplatser och fångstgropar.

## Delavrinningsområde
Juvuln ingår i delavrinningsområde (707023-136912) som SMHI kallar för Utloppet av Juvuln. Medelhöjden är 446 meter över havet och ytan är 115 kvadratkilometer. Räknas de 122 avrinningsområdena uppströms in blir den ackumulerade arean 1 764,7 kvadratkilometer. Avrinningsområdets utflöde Indalsälven mynnar i havet. Avrinningsområdet består mestadels av skog (60 procent). Avrinningsområdet har 37,45 kvadratkilometer vattenytor vilket ger det en sjöprocent på 32,5 procent.